# 源顕親
源 顕親（みなもと の あきちか）は、平安時代後期の貴族。村上源氏顕房流、権大納言・源雅俊の子。官位は正四位下・播磨守。

## 経歴
白河院政期に、侍従・右兵衛佐を務める。
鳥羽院政期では、鳥羽上皇の妃である皇后・藤原泰子の皇后宮亮や右京権大夫を歴任した。鳥羽院政期末に播磨守を務め、仁平4年（1154年）播磨守に重任されるが、保元元年（1156年）平清盛と交代して国守を辞任している。
晩年出家し、永暦元年（1160年）7月15日卒去。享年73。
梅津殿と呼ばれる山荘を所有し、没後は藤原忠通の手に渡った。

## 官歴
- 長治元年（1104年） 2月27日：見右兵衛佐[1]
- 保延5年（1139年） 正月：備前権守、見皇后宮亮（皇后・藤原泰子）[2]
- 久安2年（1146年） 3月19日：見右京権大夫[3]
- 仁平3年（1153年） 4月20日：見播磨守[4]
- 仁平4年（1154年） 8月2日：播磨守（重任）
- 保元元年（1156年） 日付不詳：辞播磨守?[5]
- 永暦元年（1160年） 7月15日：卒去[6]

## 系譜
『尊卑分脈』による。
- 父：源雅俊
- 母：高階業子（高階為家の娘） - 掌侍
- 妻：源重資の娘
  - 男子：源雅範
  - 男子：源俊光
  - 男子：源俊長
- 生母不明の子女
  - 女子：三条公行室